# Суло Берлунд
Суло Берлунд (фин. Sulo Bärlund; Кангасала, 15. април 1910 — Кангасала, 13. април 1986) био је фински атлетичар, који се такмичио у бацању кугле. Био је члан АК Тамперен Пиринте, из Тампереа.

## Значајнији резултати
| Датум | Такмичење          | Место  | Пласман | Резултат | Детаљи |
| ----- | ------------------ | ------ | ------- | -------- | ------ |
| 1936. | Олимпијске игре    | Берлин |         | 16,12    |        |
| 1938. | Европско првенство | Париз  | 4.      | 15,07    |        |
| 1946  | Европско првенство | Осло   | 6.      | 14,75    |        |

## Лични рекорди
| Дисциплина   | Резултат | Место    | датум         |
| ------------ | -------- | -------- | ------------- |
| Бацање кугле | 16,23 м  | Хелсинки | 23. јул 1936. |